# باعث تعجبم میشه
«باعث تعجبم میشه» (به انگلیسی: Makes Me Wonder) یک تک‌آهنگ از گروه موسیقی آلترنتیو راک مارون فایو است که در سال ۲۰۰۷ میلادی منتشر شد.
این تک‌آهنگ در چارت‌های ، در رتبه اول و در چارت‌های استرالیا، ایتالیا، دانمارک، نیوزلند، نروژ جزو ده ترانه اول قرار گرفت.